# Gyrodactylus elegans
Gyrodactylus elegans är en plattmaskart. Gyrodactylus elegans ingår i släktet Gyrodactylus och familjen Gyrodactylidae. Inga underarter finns listade i Catalogue of Life.